# Famille de Vallaise
La famille de Vallaise, anciennement la famille de Vallexia, est une famille noble valdôtaine, la deuxième en importance après la famille de Challant. Cette famille administrait la basse Vallée d'Aoste, ainsi que ses vallées latérales. Ils apparaissent la première fois en 1195, et ne disparaîtront qu'au milieu du XIXe siècle.

## Étymologie
La présence des Vallaise à Perloz est attestée pour la première fois dans un document de 1195. Le château des Vallaise, ainsi que le château Charles, appartient à cette famille, qui possédait également des terres à Perloz, à Fontainemore et à Lillianes, et le château inférieur d'Arnad.[réf. nécessaire]
Étant donné que le chef-lieu des Vallaise était Perloz, la famille tire son nom du torrent qui coule dans sa vallée, le Lys. En bas latin, le Lys était appelé Hellex. Le toponyme vallée du Lys était donc vallis Hellesii, d'où dérive Vallaise, un terme désignant originairement la vallée du Lys, et dont ensuite la famille noble s'est approprié. Encore de nos jours, le terme Vallaise est parfois utilisé dans l'usage savant, localement et de façon non officielle, pour se référer à la vallée.[réf. nécessaire]

## Origines
Les seigneurs de Vallaise ont pour origine Arduçon d'Arnad, né vers 1140. De lui descendent 4 branches : La branche "de l'Hôtel", qui a pour source Guillaume de Vallaise, son petit-fils († en 1256), la branche "de la côte" dont l'origine est Jacobin († avant 1257), la branche d'Héreres (ou Héières), qui a pour source Émeric, fils d'Arduçon (décédé vers 1220), et la branche de Vallaise-Romangnan, qui a pour source Jean-Humbert (1549-1630), un lointain descendant,.

## Généalogie
Note : Sauf exceptions, les dates indiquées entre parenthèses ne sont pas les dates de naissances / décès. Elles correspondent aux dates extrêmes où les individus sont cités dans les actes. 
- Arduçon de Arnado († avant 1195)
  - Arduçon dit Senex de Vallexia (1195-1245)- Co-seigneur de Vallaise
    - Bongrand (1265)
      - Grixie ; vivante en 1265, épouse Jacques Sancti de  Bard
      - Galiane ; vivante en 1265, épouse le précédent

    - Béatrice ; (1239)
    - Guillaume († en 1256) - Co-seigneur de Vallaise. Source de la branche de l'hôtel
      - Ribaudin ; (1254-1256)
      - Jacques, Jacquemin ou Jacquemard (selon les actes) ; (1265-1291)
        - Perronet (naturel) (1299)

      - Ardric (1264-1310), épouse Raymonde
        - Arduçon dit Miles (1300-1346), épouse Isabelle, puis Béatrix d'Azeil
        - Amédée (1300) ; † avant 1323, épouse Anfélixie de Pontevitreo
          - Amédée (1325-1371), épouse Isabelle de Colomberio
            - Louis (1371)
            - Antoine (1371-1375)
            - Arduçon (1371-1389)
            - Jean (1371-1389)

          - Jean (1325-1360)
            - Jean (1362-1425) - Chevalier (en 1401), dit Miles
              - Antoine (1400-1438), épouse Blanche d'Altavilla
                - Françoise (1426-1477), épouse Jacques Tanelli
                - Jeanne (1426)
                - Louise (1426-1477), épouse François de Vegracy
                - Antoine (1426-1492), épouse Guillermette de Langrin
                  - Louise (1492)
                  - François (1492-1503), épouse Barbe de Chyvrono (fille de Pierre)
                  - Philibert (1490) - † avant 1519, épouse Marguerite de Gerbex
                    - François (décédé en 1554), épouse Claudine Tissoct (?)
                    - Antoine (décédé en 1570) - baron de Vallaise, épouse Anne de Vallaise
                      - Renée (1540-1578), épouse en premières noces Berthold de Settimo Vittone, puis Pierre Ginod
                      - Marguerite (1570-1602), épouse en premières noces Claude Vaglio, puis Fabrice de Lorenzè
                      - Anne (1570-1574), épouse en premières noces Claude Allardet, puis Galléas de Rovasenda
                      - Catherine (1570-1594), épouse en premières noces Panthaléon de Jordanis, puis André d'Albard
                      - Ancellie (1570-1579), religieuse à l'abbaye de Romont
                      - Yollant (1570-1579), religieuse à l'abbaye de Romont
                      - Pernette (1570) - décédée en 1575, épouse en premières noces Georges de Giorzino, puis Jean-Jacques Requerant

                - Philibert (1426-1438)
                - François (1426-1479), épouse Françoise de Langin
                  - Louis (1477) - décédé en 1507, épouse Marie de Borgomasino
                    - Constance (1500-1530)
                    - Jean (1500-1554), épouse Anne d'Avise
                      - Marguerite (1554)
                      - Suzanne (1554)
                      - Louis (1554-1601), épouse Béatrix de Castruçon
                        - Josué (benêt) ; (1566) - † 1642
                        - Jean-Frédéric (1566) - † 1618
                          - Jean-Baptiste (naturel) ; (1602-1624)
                          - Anne-Marie (1588-1635), épouse 1. André de Jordanis ; 2. Aymé-Charles d'Albard ; 3. Louis de Strambino (seigneur de Pont-Saint-Martin)
                          - Jean-Louis (1602) - † 1630, épouse Claire de Nus
                            - Anne-Marguerite (1632-1644), épouse Jean-Nicolas de Vallaise (branche de la côte)

                          - Jérôme (1598-1602)
                          - Prudentia (naturelle) ; (1602) - † 1630, épouse Jean-Baptiste Cullet (notaire de Perloz)

                        - Barbe (1600-1604), épouse Jean-François de Strambinello-Castellamonte
                        - Étienne (1562-1572), épouse Françoise Binelly

                      - Anne (1554)
                      - Claudine (1554-1560), épouse Gaspard de Cresta (seigneur de Doues)
                      - Jacques (naturel) ; (1554)
                      - Jean-Louis (naturel) ; (1555)
                        - Barthélémy (testa en 1596)

                    - François-Philibert (1500-1543)
                    - Claude (1500-1530)

                  - Jean (1477-1479)
                  - Claude (1473-1479)
                  - Marguerite (1477), épouse Pierre de Duyno (seigneur de Castrum-Bagy)
                  - Anthonia (1477)

                - Jean (1426)

              - Michel (1416-1445), épouse Françoise Fabri
                - Amédée (naturel) ; (1443)
                - Jean (1443)
                - Maurice (naturel) ; (1443-1485)
                - Louise (1443)
                - Catherine (1442-1443)
                - Pierre (naturel) ; (1443-1469)

            - Jordane (1363), épouse François d'Azeil, marquis de Ponzono

        - Françoise (1300)
        - Damiselle (1300-1317)

      - Arduçon dit Senior (1244-1283)
        - Pierre (1270-1309), épouse Cécile de Rovoria
          - Jean (naturel) ; (1305-1316)
          - Jacquemine (1316)
          - Alesia (1316)
          - Antoine (naturel) ; (1305-1316) - notaire
          - Michelet (naturel) ; (1305-1316)

        - Vullierme (ou Guillaume) ; (1270-1317), épouse Damiselle
          - Henri (naturel), décédé en 1318

    - Jacobin, dit Miles (1232-† avant 1257) - source de la branche de la côte
      - Arduçon (ou Arduçonnet), dit Junior (1257-1312)
        - Brunet (naturel) ; (1310-1317)
        - Florimond (1302) - décédé en 1312
          - François (1312-1344), épouse Anthonia de Saint-Pierre
            - Arduçon (ou Arduçonnet) ; (1334-1388), épouse Marguerite de Cly, puis Jeanne de Besso de Senomonte de Verceil
              - Anthonia (1376), épouse Jean
              - Françoise (1376-1442), épouse Gabriel de Castruçon, puis Gérard Bulgaro

            - Marquiota (1344-1350), épouse Thomasset de Nus
            - Anthonia (1333-1393), épouse François de Pont-Saint-Martin

          - Jacques (ou Jacobin) ; (1313-1340), Chanoine de Saint-Ours d'Aoste
          - Bertholin (1313) - décédé en 1349, épouse Bétrix de Châtelard
            - Dominique (naturel) ; (1347-1349)
            - Etienne (1350-1383)
              - Anthonia (naturelle) ; (1389), épouse Jean de Charrière
              - Pierre (naturel)  dit Parvus, (1424), épouse Anthonia Challancin
                - Jean (naturel) ; (1491)
                - Jacques (naturel) ; (1491)

              - Jean (naturel) ; (1417-1424)

            - Milia (1343-1424), épouse Filipone de Solerio
            - Anthonia (1363)
            - Isabelle (1363), épouse Savin de Solerio
            - Rolet (1350) - décédé en 1424, épouse Catherine d'Avise
              - Jean (1421-1424)
                - Jean-Jacques (1424) - décédé en 1497, épouse Marguerite de Valperga
                  - Pierre (1477-1541), épouse Anthonia de Challant-Fénis (fille de Guillaume de Boniface)
                    - Charles (1504-1515), épouse Amédée de Jordanis
                      - Jean-François (1514-1558), épouse Lucie
                      - Geoffroy (1521-1535)
                      - François (1521)
                      - Louis (1535)

                    - Francesia (1532-1551)
                    - Louis (ou Ludovic) ; (1510) - † avant 1539, épouse Hélène de Viriac
                      - François (1522-1571), épouse Perronette d'Allignes
                        - Barbe (1569)
                        - Claude (1569-1580)
                        - Pierre (1564) † en 1630, épouse : 1. Cornelia de Nasseran, 2. Blanche de Valperga, 3. Marguerite de Nus
                          - Isabelle (1624), épouse François de Valperga, puis Charles-Antoine de Lessolo
                          - Thomas (1608)
                          - Pierre (1624)
                          - Cécile (1610), épouse René de Nus - de Rhins
                          - Jean-Louis (1610-1630), prévôt de la cathédrale d'Aoste
                          - François-Humbert (1610), Jésuite
                          - Marc-Antoine (1624) - décédé en 1656, épouse Adrienne de Granges
                            - Claude-Jérôme (1664-1702)
                            - Jean-François (1643)
                            - Jean-Constantin (1643)
                            - Louis-Joconde (1643-1687), épouse Claire Falletto de la Mourre
                              - Marie-Christine (1718)
                              - Claire-Delphine (1711-1737), religieuse à la vistation d'Aoste
                              - Marie-Renée (1737) - décédé en 1740, religieuse à la vistation d'Aoste
                              - Anne-Louise (1703-1737), épouse Jean-Antoine de Parella, puis Jacques-Ignace de Mallabayla
                              - Philibert-Antoine (1688) - décédé en 1743, épouse Thérèse-Denise Buschetti
                                - Marie-Christine (1727-1763), épouse Joseph-Félix Beltramo
                                - Claire-Anastasie-Maurice (1727-1737), épouse Victor-Amédée Costa de la Trinité
                                - Anne-Christine-Thérèse (1727) - morte en 1795, épouse Sarraval-Charles-Joseph-Salomon d'Osazio, puis Gaspare-Delphino-Avogardo de Quinto
                                - Charles-Emmanuel (né en 1715 - décédé en 1796), épouse Julienne-Filippa de Martiniana
                                  - Lucie (1823), épouse Gaspare Valperga (comte de Civerone), puis le comte de Doria
                                  - Louise-Thérèse (1776) - morte en 1830
                                  - Sophie (1809), épouse Signoris Buronzo Busseti
                                  - Alexandre-Jérôme-Gaétan (1765) - décédé en 1823, épouse Constance Salomon de Serravalle
                                    - Rosalie (1822) - décédée en 1852, épouse Henri Roero de Guarene et Piobesi
                                    - Hermann (mort enfant)
                                    - Télesphore (mort en 1810 - enfant)
                                    - Célia (1822) - décédée en 1833, épouse Charles-Lucerna d'Angrogna
                                    - Malvine (décédée en 1815)
                                    - Mélanie
                                    - Adélaïde (ou Aila) ; (1822) - décédée en 1825, épouse Henri de la Chiesa, puis Rodi de Cinzano

                                  - Irène (1798) - décédée en 1805, épouse Joseph-Georges Alziati
                                  - Christine-Clotilde (1809-1811), épouse Louis Falletti de Vallafalletto
                                  - Angélique (1784) - décédée en 1836, épouse Joseph-Antonio Gattinara
                                  - Constance (1809) -  décédée en 1843, épouse Cordero de Pamparà

                                - Jean-Innocent (1727) - décédé en 1792
                                - Anne-Louise (1727-1763), religieuse à la vistation d'Aoste (dite sœur Polixène)
                                - Anne-Victoire (1727-1763), religieuse dans un couvent (sœur Marie-Rose)
                                - Victor-Amédée (1750)

                              - Scipion-Jérôme (1690-1740)
                              - Laure-Anthonia (1688), religieuse à la vistation d'Aoste
                              - Françoise-Adrienne (1682-1688)

                            - Angélique-Cécile (1645-1668), religieuse à la Congrégation d'Aoste
                            - Marie-Madeleine (1643-1673), épouse Félix-Charles-François de Vallaise-Romagnan
                            - Blanche-Isabelle (1643-1684), épouse Joseph-Louis de Vallaise-Romagnan
                            - Pierre-Nicolas (1643-1669), Chanoine de Saint Ours d'Aoste

                          - Charles-François (1624-1626), Chanoine de Saint Ours d'Aoste
                          - François-Jacinte (1628) - déjà † en 1638
                          - Marguerite (naturelle) ; (1624)

                        - Charlotte (1560-1576), épouse Gaspard de Leschaux
                        - Marguerite (1602), épouse ? de Vaglio
                        - Jean-Humbert de Vallaise (°~1549-†1630), épouse Anne Romagnan ; source de la branche des Vallaise-Romagnan
                          - Hélène-Marie (1625-1643), Religieuse
                          - Oddon-François (1625-1643)
                          - Jean-Nicolas (1625) - décédé en 1649, épouse Barbe de Nus, puis Anne-Marguerite de Vallaise
                            - Julienne (1643-1649)
                            - Joseph-Louis (1645-1706), épouse Blanche-Isabelle de Vallaise
                              - Adrienne-Marguerite (1686-1706), religieuse
                              - Lucienne-Cécile (1693-1706), épouse Sébastien de Pléod
                              - Claire-Julienne (1670-1686), religieuse
                              - Anthonia-Philice (1680-1706)
                              - Philippe-Antoine (1706) - décédé en 1736, épouse Hélène-Marguerite de Montalenghe
                                - Jacinthe-Catherine (1723-1735), religieuse
                                - Line-Victoire-Appolonie (1723) - décédée en 1795, épouse Vittorio Montegrandi, puis Jacques-Philippe de Setto-Vitton
                                - Louise-Mélanie (1738), religieuse
                                - Humbert-Justinien-Joseph-Antoine (°1719- mort 1789)
                                - Louise-Françoise (1723), religieuse

                              - Marie-Angélique-Thérèse (1706-1764), épouse Joseph-Philibert de Pont-Saint-Martin

                          - Louise (1625-1643), épouse Thomas Bergera
                          - Claude-César (1569-1603)
                          - François (1623-1638)
                          - Prosper-Amédée (1618) - décédé en 1625
                          - César-Emmanuel (1597) - décédé en 1630, épouse Lucrèce de Chappoz
                            - Félix-Charles-François (°1628- mort 1712), épouse Marie-Madeleine de Vallaise, puis Jeanne Gabuto
                              - Charles-Emmanuel-François-Philibert (1699-1701)
                              - Anne-Lucie (1670-1712), épouse Joseph-Louis d'Albard

                          - Louis (1623-1638)
                          - Jean-Michel (1625-1638)

                      - Amédée (1540-1560), eut pour fils naturel Jean Liffrey
                      - Charles (1522-1566), épouse Pernette de Pont-Saint-Martin
                      - Jacques (1522)
                      - Anne (1522) † en 1571, épouse Antoine de Vallaise
                      - Marguerite (1522)
                      - Pierre (naturel) ; (1522-1559)
                      - Madeleine (naturelle) ; (1522)

                    - François (1522-1532)

              - Antoine (1407) - décédé en 1440, prieur de Saint-Ours d'Aoste
              - Bertholin (1414-1460), épouse Jeanne d'Avise, puis Jacquemette de Bonivard
              - Jacquemine (1403), épouse Martin de la Tour en Canavais
              - François (1405-1425), épouse Catherine de Montagnac
                - Arduçon (1424-1473) - fou
                - François (1424-1487), épouse Françoise de Blonay, puis Linor de la Tour
                  - Antoine (naturel) ; (1425-1505)
                  - Claudine (1487)
                  - Jeanne (1487-1546), épouse Uldric de Englisberg
                  - Perronette (1487-1494)
                  - Isabelle (1480-1546)
                  - Jacques (naturel) ; (1480-1522), ecclésiastique
                  - Jean (naturel) ; (1487-1505)

                - Agnesine (1424)
                - Marguerite (1487)

              - Françoise (1412), épouse Dominique de Mercenasc de la Val de Pont

          - Arduçon (ou Arduçonnet) ; (1313-1334), chanoine
          - Jean (dit Florimond) ; (1313) - mort en 1348, épouse Agnesone de Cly
            - Béatrix (1364-1388), épouse Pierre de Sarre, puis Jean Mistralis de Lustriac
            - Dominique (naturel) ; (1349)

      - François (1249-1288)
        - Jacques (ou Jacquemet) ; (1280-1308)
          - Antoine (naturel) ; (1364)

        - Godefroy (1278-1325), épouse Anthonia
          - Dominique (1319) - décédé en 1351
            - Godefroy (1338-1361)
              - Pierre (naturel) ; (1361)

            - Léona (1339-1361)
            - Anfélixie (1339)

          - Léona (1345-1351), épouse François de Settimo (Vittone)
          - Béatrisona (naturelle) ; (1341), épouse Pierre de Tullia
          - Une fille (1351), épousa ? de Strambin

        - Jacquemine (1308)
        - Mathodine (1308-1313)

  - Émeric (1195-1216), épouse Donette
    - Pierre (ou Perronin) ; (1256)
      - Guillaume (1256-1300), épouse Alisia
        - Boniface (1294-1325)
          - Milia (1344), épouse Jean Biatricis
          - Émeric (1312), décédé avant 1321, épouse Brunette
            - Pierre Notus (naturel)

          - Assodin (1312-1348), épouse Alexie
            - Vulliermet (1349)
            - une fille, épousant Arsetan de Saint Vincent
            - Catherine (1344-1349), épouse Jacquemin de Perronino (notaire)
            - Arduçon (1339-1349)
            - Raymonde (1352-1384)
            - Dominique (1344) - décédé en 1390, épouse Léona de Castelamonte
              - Pierre (décédé avant 1390)
              - Émeric (décédé avant 1390)
              - Jean (décédé avant 1390)
              - Assodin (décédé avant 1390)

          - Louise (1344)
          - Ruffin (1312-1344), épouse Nicolette
            - Pierre (dit Roffinod) ; (1341), épouse Binfata de Castelleto

          - Jean (naturel) ; (dit Notus) ; (1351-1381)
            - Boniface (1390-1405)

          - Catherine (naturelle) ; (1344-1424)

        - Godefroy (1278-1294), religieux

    - Cécile (1243)

  - Pierre de Vallexia (1195-† avant 1216) - Co-seigneur de Vallaise

## Personnalités
- Arduçon de Arnado († avant 1195), premier membre mentionné[2],[3],[4],[5]
- Arduçon dit Senex de Vallexia, son successeur
- Guillaume de Vallexia, fils du précédent, source de la branche "de l'Hôtel"
- Jacobin de Vallaise, son frère, source de la branche "de la Côte"
- Éméric de Vallaise, un frère, source de la branche "d'Hérères"
- Jean-Humbert de Vallaise, source de la branche des Vallaise-Romagnan

## Vassaux

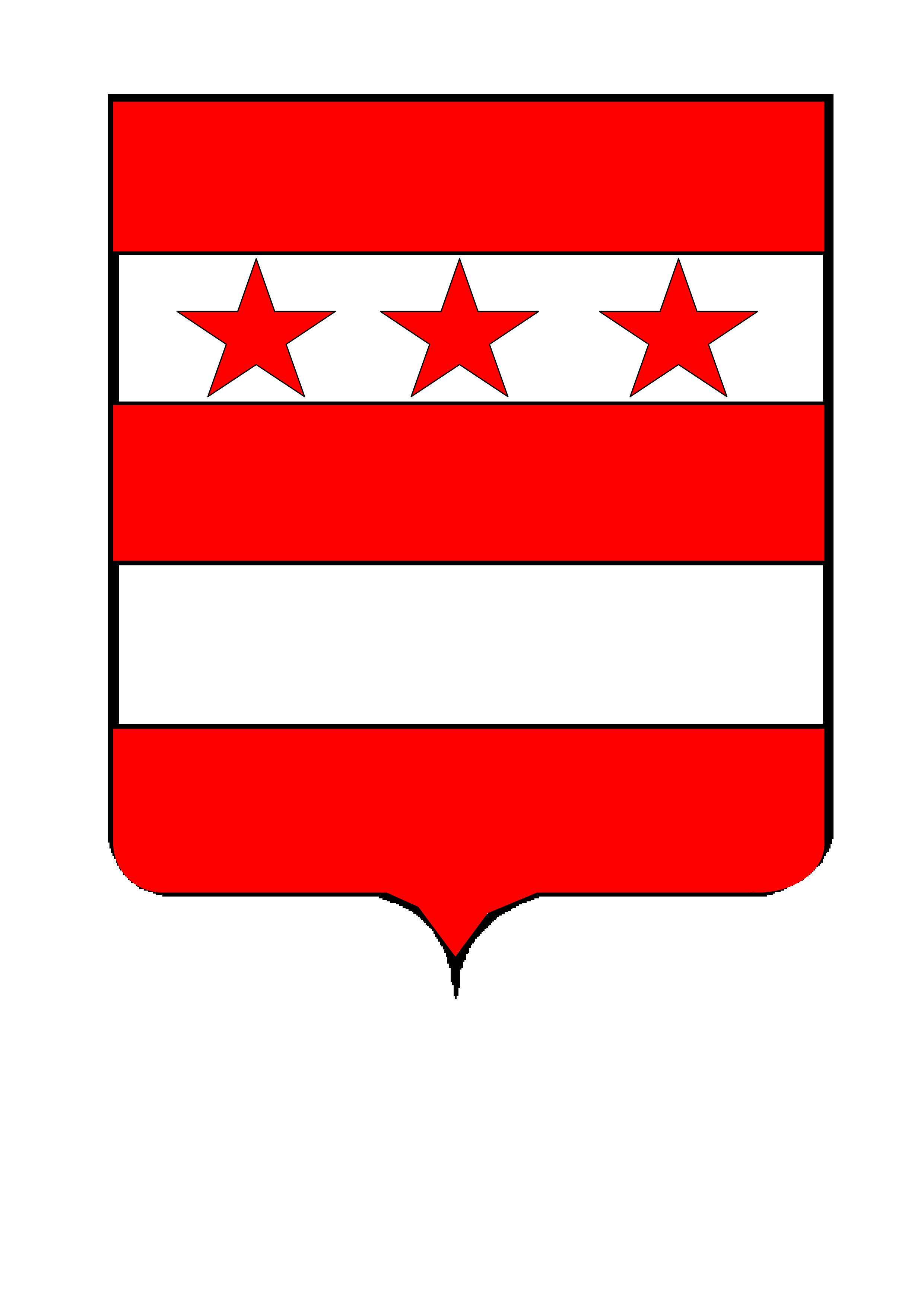
Armoiries des seigneurs de Vallaise, d'après un arbre généalogique du XVIIIe siècle

Les principaux vassaux de la famille sont,,,, :

### à Lillianes
- 1298-1400 : Famille de Alviono (Jean, Martin (dit Notus))
- 1274-1358 : Famille de Sallerio, et la famille de Allamanno (descendants)
- 1317-1334 : Famille Ruffini (fief de la Balmetta), à la mort du dernier seigneur issu de cette famille, ce fief revient à :
- 1334-1391 : Famille de Balmatta, récupèrent les fiefs des Ruffini. À la mort du dernier seigneur, Michelet, ses biens passent à son beau-fils, Vulliermet.

### à Gléry
(Le Glair)
- En 1740 : Jean-Jacques Chalancin

### à Hône
- En 1539 : Jacques Perreti
- 1558-1599 : Jean Bruneti (perd son fief lors d'un procès)
- En 1565 : Jean Bargy
- En 1639 : Blaise Priod

### à Issogne
Issogne est initialement sous la direction des seigneurs de Jordanis.
- En 1257 : Pierre Rovinel (domicilié à Bard)
- En 1290 : Rolet de Verrès
- 1342-1412 : Jean et Henriet (frères) de Balma
- 1380-1390 : Vulliermin Mugnerii
- En 1416 : Pierre Marquiandi
- En 1438 : Georges de Saluces (évêque d'Aoste)
- En 1449 : Pierre Charpinelli

### à Ivrée
Ivrée est initialement sous la direction des seigneurs de Jordanis.
- 1313-1342(?) : Arnald de Puthéo (pour 29 ans)
- En 1531 : Bernardin Bayleti

### à Quisnet
Quisnet
- En 1499 : Antoine de Roncorserio

### à Saint-Vincent
Saint-Vincent est initialement sous la direction des seigneurs de Jordanis.
- En 1290 : Aymonet et Brunet de Cyllian

### à Verrès
Verrès
- 1247-1368 : Seigneurs de Verrès (vassaux)
- En 1331 : Michelet de Secilia

--- Fief sous la direction d'Yblet de Challant  (1360-1409) ---
- En 1479 : François Richardi de Balmes
- En 1535 : Pierre Jory

--- Reprise du fief par les seigneurs de Challant (~1580) ---